# Vincent Vanoli
Vincent Vanoli est un auteur français de bande dessinée, né en 1966 à Mont-Saint-Martin en Meurthe-et-Moselle. Il officie dans diverses structures éditoriales parmi lesquelles l'Association ou Ego Comme X.

## Publications
- Jean-Pierre, Futuropolis, coll. « X, 1989.
- Le Collectionneur, L'Association, coll. « Patte de mouche, 1993.
- L'Arbre Vengeur, L'Association, coll. « Patte de mouche », 1995  (ISBN 2-909020-42-8).
- Simplismus, L'Association, 1995  (ISBN 2-909020-44-4).
- Planète Watermelon, Chacal puant, 1996.
- Le Bon Endroit, L'Association, coll. « Éperluette », 1997  (ISBN 2-909020-77-0).
- La Comète, 6 Pieds sous terre, coll. « Plantigrade », 1998  (ISBN 2-910431-05-3)[1],[2],[3].
- La Ballade du Péloponnèse, Les Requins Marteaux, coll. « Carrément », 1999  (ISBN 2-909590-35-6).
- Le Contrôleur de vérité, L'Association, coll. « Ciboulette », 1999  (ISBN 2-84414-019-X).
- Le Décaméron : Un divertissement d'après Boccace (d'après Boccace), Ego comme X, 2000  (ISBN 2-910946-13-4)[4],[5].
- La Chasse-galerie, La Pastèque, 2000[6].
- « Los Olvidados », dans L'Association au Mexique, L'Association, coll. « Éperluette », 2000  (ISBN 2-84414-034-3).
- L'Usine Électrique, L'Association, coll. « Ciboulette », 2000  (ISBN 2-84414-051-3).
- Le Poulpe t. 7 : J'irai faire Kafka sur vos tombes (dessin), avec Michel Chevron (scénario), 6 Pieds sous terre, coll. « Céphalopode », 2001  (ISBN 2-910431-22-3).
- Giboulées, L'Association, coll. « Côtelette », 2002  (ISBN 2-84414-096-3).
- Contes de la désolation, L'Association, coll. « Mimolette » :

1. Contes de la désolation 1., 2002  (ISBN 2-84414-106-4)[7].
2. Contes de la désolation 2., 2003  (ISBN 2-84414-138-2).
3. Contes de la désolation 3., 2004  (ISBN 2-84414-156-0).

- Sentiers Battus, Ego comme X, 2002.  (ISBN 2-910946-33-9)[8].
- Pour une poignée de polenta, Ego comme X, 2004  (ISBN 2-910946-40-1).
- La Route des Monterias, L'Association, coll. « Éperluette », 2004  (ISBN 2-84414-148-X).
- Brighton Report, Ego comme X, 2005  (ISBN 2-910946-46-0).
- Le Côté obscur du dimanche après-midi, L'Association, coll. « Ciboulette », 2006  (ISBN 2-84414-198-6).
- Panique à Saint-Pancréas, Les Requins Marteaux, 2007  (ISBN 978-2-84961-056-5).
- L'Attelage, L'Association, coll. « Ciboulette », 2007  (ISBN 978-2-84414-239-9)[9].
- Une correspondance des trois petits cochons (dessin), avec Calou (textes), L'Association, 2008  (ISBN 978-2-84414-288-7).
- La Clinique, L'Association, coll. « Ciboulette », 2009  (ISBN 978-2-84414-304-4)[10].
- Le Passage aux Escaliers, L'Association, coll. « Ciboulette », 2010  (ISBN 978-2-84414-409-6)[11],[12].
- D'une île à l'autre, L'Association, coll. « Ciboulette », 2011  (ISBN 978-2-84414-434-8)[13],[14],[15].
- Songs to Learn and Sing, Médiapop, coll. « Sublime », 2011  (ISBN 978-2-918932-04-8).
- Le Méchant Petit Poucet (dessin), avec Cédric Demangeot (textes), La Pastèque, 2012 (ISBN 978-2-923841-30-4)[16].
- L'Œil de la Nuit, L'Association, coll. « Éperluette », 2012  (ISBN 978-2-84414-459-1)[17],[18].
- Max et Charly, L'Association, coll. « Côtelette », 2013  (ISBN 978-2-84414-485-0)[19],[20].
- Rocco et la Toison, L'Association, coll. « Éperluette », 2016  (ISBN 978-2-84414-602-1)[21],[22]. Sélection officielle du festival d'Angoulême 2017[23]
- Objets trouvés, La Pastèque, 2017  (ISBN 978-2-84414-602-1)[24].
- La Femme d'Argile, 6 Pieds sous terre, coll. « Monotrème », 2018  (ISBN 978-2-35212-138-1)[25].
- Simirniakov, L'Association, coll. « Éperluette », 2019  (ISBN 978-2-84414-740-0)[26].
- Le Promeneur du Morvan, Les Requins Marteaux / Ouïe Dire, coll. « Transhumance », 2019  (ISBN 978-2-84961-252-1)[27]. Prix Henri-Perruchot 2020[28].
- La Grimace, L'Association, coll. « Éperluette », 2021  (ISBN 978-2-84414-808-7)[29],[30].
- Tartlepy, L'Association, coll.« Patte de mouche », 2022  (ISBN 978-2-84414-901-5).
- Panorama de la musique populaire, Chicmédias éditions, 2022  (ISBN 978-2-49084-311-4).
- Les Chevaux, L'Association, coll. « Côtelette », 2023  (ISBN 978-2-84414-790-5)[31].
- Aristée, L'Apocalypse, 2023  (ISBN 978-2-36731-028-2)[32].
- La Boucle, Ouïe/Dire, 2023  (ISBN 978-2-919196-57-9). Sélection officielle du festival d'Angoulême 2024[33].
- Yuna (dessin), avec Anne Baraou (scénario), L’Association, coll. « Ciboulette », 2024  (ISBN 978-2-844149-49-7).